# Biakliest
Der Biakliest (Tanysiptera riedelii) ist eine endemische Art der Eisvögel, deren Verbreitungsschwerpunkt die zu Indonesien gehörenden Insel Biak, nördlich von Westneuguinea ist. Die Art ist eng verwandt mit dem Spatelliest.
Die Bestandssituation dieser Art wird von der IUCN mit potentiell gefährdet (near threatened) eingestuft.

## Merkmale
Der Biakliest erreicht inklusive der verlängerten Steuerfedern eine Körperlänge von 37 Zentimetern. Er hat einen großen roten Schnabel. Die brillant glänzende türkisblaue Kopfkappe erstreckt sich über den Scheitel, die Kopfseiten und den Nacken. Er hat ein weißes Brustgefieder und blaue Flügel. Auf den Schultern befinden sich jeweils ebenfalls türkisfarben glänzende Flecken. Er hat zwei sehr lange Schwanzfedern, wie es für einen Paradieseisvogel typisch ist. Die basale Hälfte der Steuerfedern ist jeweils weiß.

## Vorkommen und Lebensraum
Der Biakliest ist auf der Insel Biak verbreitet. Die Art kommt auch auf der angrenzenden Insel Supiori vor. Diese zu den Schouten-Inseln gehörende Insel liegt in der Cenderawasih-Bucht westlich von Biak und ist im Osten von dieser durch eine nur wenige Meter breite Meeresenge, der sogenannten Teluk Surendidori, getrennt. Er besiedelt unterschiedliche Waldtypen und ist häufiger auch an den Waldrändern zu beobachten.
Der Biakliest ernährt sich von Insekten und Würmern, die er am Boden fängt.

## Etymologie und Forschungsgeschichte
Die Erstbeschreibung des Biakliest erfolgte 1866 durch Jules Verreaux unter dem wissenschaftlichen Namen Tanysiptera riedelii. 1825 führte Nicholas Aylward Vigors die Gattung Tanysiptera für den Paradiesglanzvogel (Galbula dea (Linnaeus, 1758)) ein. Dieses Wort setzt sich aus dem griechischen »tanu-, teinō τανυ-, τανυ-« für »lang-, strecken« und »-pteros, pteron -πτερος, -πτερος« für »gefedert, Feder« zusammen. Der Artname riedelii ist Johan Gerard Friedrich Riedel (1832–1911) gewidmet.

## Einzelbelege
1. ↑   Beehler &. Pratt: Birds of New Guinea. S. 223.
2. ↑   Handbook of the Birds of the World zum Spatelliest, aufgerufen am 22. Juni 2017
3. ↑  Jules Verreaux (1866), S. 21, Tafel 3 Abbildung 1.
4. ↑  Nicholas Aylward Vigors (1825), S. 433.
5. ↑  Tanysiptera in: The Key to Scientific Names Edited by James A. Jobling
6. ↑  Jules Verreaux (1866), S. 22.